# La Mola d'Amunt
La Mola d'Amunt és un gran casal ribagorçà del terme municipal de Sarroca de Bellera, al Pallars Jussà. Fins al 1972, però, era formava part de l'antic terme de Benés, de l'Alta Ribagorça.
És a 1,7 km al sud-est del cap del seu antic municipi, al costat nord de l'entreforc del riu de Manyanet amb la Valiri.
És accessible des de Sarroca de Bellera seguint cap al nord-oest la carretera L-521, i, al cap d'1 quilòmetre, quan està a punt d'entroncar amb la N-260, surt cap al nord una pista rural asfaltada que mena a Xerallo, Castellgermà, les Esglésies i la Mola d'Amunt, on arriba en uns 900 metres.
Havia estat Casa del comú del terme. Hi ha una petita capella dedicada a sant Corneli.

## Etimologia
L'etimologia de la Mola d'Amunt és fàcil de deduir del significat directe en català actual dels mots que el formen. Això indica també la relativa modernitat del topònim. Es tracta d'un molí que, respecte d'altres, era més amunt, a la vall del riu de Manyanet o de les Esglésies.